# بيني فاجينا
بيني فاجينّا هي كومونا في مقاطعة كونيو في منطقة بيدمونت الايطالية. وتقع على بعد نحو (60) كيلو مترا (37) ميلاً إلى الجنوب من تورينو و(30) كيلو متر (19) ميلاً إلى الشمال الغربي من منطقة كونيو، وتقع مدينة بيني فاجينا على حدود البلدات التالية كارو، فوسانو، ليكيو تانارو، ماليانو ألبي، نارزولي، بيزو، سالمور، ترينيتا.
كانت مدينة بيني فاجينّا تسمى قديماً لدى الرومان باسم أوغوستا باجينوروم، والتي يُعتقد أنها كانت عاصمة قبيلة باجيني الليغورية، في فراتسيوني رونكاليا.